# Microstylum nigrisetosum
Microstylum nigrisetosum là một loài ruồi trong họ Asilidae. Microstylum nigrisetosum được Efflatoun miêu tả năm 1937. Loài này phân bố ở vùng Cổ Bắc giới.